# Zemgale
Zemgale o Semigalia en castellano, es una de las seis regiones de Letonia. Se encuentra ubicada al sur del país, junto a la frontera con Lituania. Su población a fecha de 1 de enero de 2018 era de 232 759 habitantes y sus municipios y ciudades (c) son los siguientes:
- Aizkraukle 8,130
- Aknīste 2,557
- Auce 6,289
- Bauska 23,061
- Dobele 19,768
- Iecava 8,424
- Jaunjelgava 5,252
- Jēkabpils 22,188 (c)
- Jēkabpils 4,419
- Jelgava 56,383 (c)
- Jelgava 22,244
- Koknese 5,020
- Krustpils 5,603
- Nereta 3,442
- Ozolnieki 9,864
- Pļaviņas 5,031
- Rundāle 3,407
- Sala 3,403
- Skrīveri 3,366
- Tērvete 3,396
- Vecumnieki 7,893
- Viesīte 3,619[1]

## El nombre Zemgale
El nombre de Semigallia aparece en fuentes como Seimgala, Zimgola y Sem[e]gallen. El elemento -gal[l] significa "frontera" o "extremo", mientras que la primera sílaba corresponde a ziem ("norte"). Así pues, los semigalianos eran los "habitantes de las tierras fronterizas del norte", es decir, las partes bajas de los valles de los ríos Mūša y Lielupe.